# Metatropis
Metatropis är ett släkte av insekter. Metatropis ingår i familjen styltskinnbaggar.
Släktet innehåller bara arten Metatropis rufescens.